# Huawei Mobile Cloud
Huawei Mobile Cloud (o también conocido como Cloud) es un sistema de almacenamiento nube o cloud computing desarrollado por Huawei. Fue lanzado el 27 de septiembre de 2017 para los dispositivos Huawei con el sistema operativo HarmonyOS y Android.
el servicio permite a los usuarios almacenar datos, como archivos de música, en servidores remotos para descargar en múltiples dispositivos como teléfonos inteligentes, Tabletas y las computadoras. También cuenta con sincronización de contactos, calendarios, notas, listas de tareas y otros datos.
Estos datos se almacenan en los servidores propios de Huawei.

## Características
El sistema basado en la nube permite a los usuarios almacenar música, galería, aplicaciones, documentos, enlaces favoritos de Navegador, notas, contactos, mensajes, grabaciones, redes de Wi-Fi, registro de llamadas, los ajustes, calendario y los recordatorios.
Cada cuenta tiene 5 GB de almacenamiento gratuito, y la cuota de almacenamiento puede ser ampliada mediante diferentes planes de pago de hasta 2048 GB.  El contenido comprado de Huawei Music (aplicaciones, música, películas y videos) se almacena de forma gratuita sin interferir en esos 5 GB. Todas las aplicaciones compradas desde AppGallery, películas compradas desde HUAWEI Video, y los archivos de música comprados a través de Huawei Music se descargan automáticamente a cualquier dispositivo registrado, por ejemplo, teléfonos inteligentes, Tabletas y computadoras Huawei. Cuando un usuario registra un nuevo dispositivo, todo el contenido de Huawei Music se puede descargar automáticamente.

### Huawei reserva de dispositivo y restauración
Huawei Mobile Cloud permite a los usuarios hacer copias de seguridad de dispositivos Huawei en línea, además se puede restaurar la copia de seguridad sin necesidad de conectarse a una computadora.

### Buscar dispositivo (Find Device)
Huawei Mobile Cloud permite a los usuarios rastrear la ubicación de su Smartphone y Tableta Huawei. Un usuario puede ver la ubicación aproximada del dispositivo en un mapa (junto con un círculo que muestra el radio de imprecisión), mostrar un mensaje o emitir un sonido en el dispositivo (incluso si está en modo silencioso), y borrar de forma remota su contenido.
Este servicio también tiene la opción de si tienes tu cuenta ligada a algún otro Smartphone o Tableta Huawei, y otra persona se toma alguna fotografía, esta aparecerá en la cuenta del otro Smartphone o Tableta Huawei con la que este ligada proporcionando información de la persona que este haciendo uso de tu celular.

### Sincronización de fotos (Huawei Gallery)
Huawei Gallery es un servicio suministrado con el servicio básico de Huawei Mobile Cloud que le permite al usuario cuando se toma una foto en un dispositivo con Sincronización de Galería activada, se carga automáticamente a los servidores de Huawei Mobile Cloud, a partir de ahí, se envían automáticamente al resto de los dispositivos registrados.

### Huawei Drive
Huawei Drive permite a los usuarios hacer copias de seguridad de archivos, documentos PDF y hojas de cálculo y más.

## Portal de Cloud
Es posible acceder a los datos y gestionarlos en el portal de Cloud (cloud.huawei.com) desde cualquier dispositivo. El portal de Cloud permite importar/exportar contactos, fusionar duplicados, acceder a las fotos y los vídeos y verlos, gestionar y eliminar datos, etc.

## Requisitos de sistema
- Se necesita una cuenta de HUAWEI ID para iniciar sesión en HUAWEI Mobile Cloud y acceder.

Es posible sincronizar datos automáticamente entre múltiples dispositivos (con EMUI 5.1 o posterior, o HarmonyOS 2.0 o posterior) utilizando el mismo HUAWEI ID. También puede iniciar sesión en Mobile Cloud desde el teléfono, la tableta, el ordenador portátil u otro dispositivo para gestionar sus datos. Cuando obtiene un nuevo teléfono Huawei, si inicia sesión en Mobile Cloud, tendrá todos los datos y los ajustes del teléfono anterior.